# Décennie 1900 en arts plastiques
Chronologie des arts plastiques
Années 1890 - Années 1900 - Années 1910
Cet article concerne les années 1900 en arts plastiques.

## Événements
- 1er février 1900 : première exposition de Pablo Picasso au cabaret Els Quatre Gats, à Barcelone[1].
- 23 mars 1900 : début des fouilles du palais de Cnossos en Crète par l'archéologue britannique Arthur John Evans[2].
- 10 avril 1900 : loi portant création de la Pinacothèque nationale d'Athènes en Grèce. Geórgios Iakovídis est nommé conservateur le 28 juillet[3].

- 22 novembre 1900 : exposition de vingt-six toiles de Monet à la galerie Durand-Ruel à Paris, dont une dizaine de la série Les Nymphéas[4].
- 15-31 mars 1901 : première exposition à Paris des œuvres de Vincent van Gogh organisée par la galerie Bernheim-Jeune[5].
- 22 mai 1901 : Charles Morice annonce à Paul Gauguin qu'il a publié son ouvrage « Noa Noa » aux éditions La Plume[6]. Le 10 septembre 1901, le peintre part de Tahiti pour les îles Marquises et débarque le 16 à Atuona où il peint Et l’or de leur corps. Il y meurt le 8 mai 1903[7].

- 25 juin -14 juillet 1901 : première exposition en France d'œuvres de Pablo Picasso. L'évènement a lieu à Paris, chez Ambroise Vollard[8].

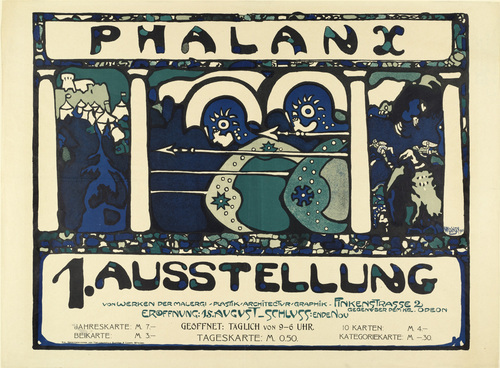
Affiche de style Art Nouveau de Vassily Kandinsky pour la première exposition de la Phalanx.

- 15 août 1901 : première exposition à Munich des œuvres du groupe d'artistes d'avant-garde Phalanx fondé en mai 1901 par Wassily Kandinsky et Alexi von Jawlensky[9],[10].
- 8 et 12 septembre 1901 : découverte des fresques paléolithique de la  grotte des Combarelles et de la grotte de Font-de-Gaume en Dordogne[11].

- 1er décembre 1901 : ouverture de la Galerie B. Weill tenue par Berthe Weill à Paris[12].

- 15-30 juin 1902 : exposition des œuvres d'Aristide Maillol galerie Vollard à Paris[13].

- 31 octobre 1903 : ouverture à Paris, dans les caves du Petit Palais, à l'initiative de l'architecte belge Frantz Jourdain (1847-1935), grand amateur d'art et président du syndicat de la critique d'art, du 1er salon d'automne[14] ; Bonnard, Matisse, Picabia, Gauguin…
- Avril 1904 : Picasso s’installe à Paris au Bateau-Lavoir dans l'atelier du céramiste basque Paco Durrio. Le 24 octobre, il expose une douzaine de toiles galerie Berthe Weill. Il abandonne progressivement la monochromie bleue. Le tableau L’Acteur marque le début de la période rose[15].
- 9 mai-4 juin 1904 : triomphe de Monet à la galerie Durand-Ruel, à Paris où il expose trente-sept Vues de la Tamise, soit huit versions du Charing Cross Bridge, dix-huit tableaux du pont de Waterloo et onze vues de la série des Parlements de Londres[16].
- 15 octobre – 15 novembre 1904 : exposition rétrospective de l'œuvre de Paul Cézanne au Salon d'Automne à Paris[17].

- 10-25 février 1905 : exposition de Picabia à la Galerie Haussmann à Paris[18].
- 29 mai 1905 : inauguration du musée des arts décoratifs de Paris[19].

- 31 mai-13 juin 1905 : premier séjour de Paul Klee à Paris en compagnie de Hans Bloesch (en) et de Louis Moilliet[20].
- 7 juin 1905 : création à Dresde du mouvement expressionniste allemand Die Brücke (le Pont), avec notamment les peintres Kirchner et Nolde[21].
- 18 octobre 1905 - 25 novembre 1905 : naissance historique du mouvement fauve au 3e salon d'automne[22].
- 25 novembre 1905 : ouverture à New York de la Little Gallery of Photo-Secession, sur l’initiative du photographe Alfred Stieglitz[23].
- 1905 : Sonia Terk (Sonia Delaunay) s’installe à Paris[24].

- Janvier 1906 : Modigliani à Paris[25].
- 19 mars-7 avril 1906 : exposition de Matisse à la galerie Druet à Paris[26].
- 20 mars-30 avril 1906 : Braque expose sept tableaux au salon des indépendants[27]. Ils ne suscitent aucun intérêt et le peintre les détruit[28].

- Septembre 1906 : Juan Gris arrive à Paris[29].
- 24 septembre 1906 : première exposition du groupe Die Brücke à Dresde en Allemagne[30].

- Mars 1907 : première exposition personnelle de Maurice de Vlaminck galerie Vollard à Paris[31].
- 15 mars-29 avril 1907 : exposition de peinture symboliste de la rose bleue organisée à Moscou avec l’aide du mécène Nikolaï Riabouchinski[32].
- Juillet 1907 : Pablo Picasso achève Les Demoiselles d'Avignon[15]. Naissance du cubisme.
- 27 décembre 1907- 15 janvier 1908 : exposition  « Stephanos » (Venok) organisée à Moscou par David Bourliouk et Michel Larionov[33].

- 2-28 mars 1908 : première exposition à la galerie Kahnweiler avec les œuvres de Kees van Dongen[34].
- 20 mars 1908 : Modigliani expose au salon des indépendants[25].
- 1er avril 1908 :  le Belge Henry Van de Velde devient directeur de l'école d'arts appliqués (Kunstgewerbeschule) de Weimar[35].
- 5 avril 1908-11 mai 1908 : première exposition de peinture organisée par la revue la Toison d’or à Moscou[36].
- 1er juin - 16 novembre 1908 : Kunstschau Wien 1908, exposition d'art et d'artisanat organisée à Vienne par Gustav Klimt et Josef Hoffmann[37]. Cent-soixante-dix-neuf artistes exposent, dont Gustav Klimt, Oskar Kokoschka et Elena Luksch-Makowsky[38].

- 17 août 1908 : Émile Cohl présente au théâtre du Gymnase le premier film de dessin animé, Fantasmagorie[39].
- 9 novembre 1908 : le concept de cubisme est introduit par Louis Vauxcelles pour qualifier l’œuvre de Braque[15].
- 1908 : publication de « Ornement et crime » par l'architecte autrichien Adolf Loos.
- 20 février 1909 : publication dans Le Figaro du Manifeste du futurisme, écrit par Filippo Tommaso Marinetti, l'un des acteurs les plus importants du courant futuriste[40].
- 30 septembre 1909 : inauguration du monument à Victor Hugo assis dans les jardins du Palais-Royal, d’Auguste Rodin[41].
- 1er octobre-8 novembre 1909 : salon d'automne à Paris[42] ; succès de Maillol et de Bourdelle, première participation d’Utrillo et de Suzanne Valadon[43].

## Réalisations
- 1899-1900 : en Norvège, Edvard Munch peint La Danse de la vie.
- Vers 1900-1906 : Les Grandes Baigneuses, de Paul Cézanne, dernière composition inachevée d'une série de peintures sur Les baigneuses et Les baigneurs.
- 1900 :
  - en Norvège, Edvard Munch peint La Danse de la vie.
  - L'Odalisque au guépard, toile de Jacqueline Marval[44].
- Vers 1900 : Danseuses à la barre, toile de Degas[45].
- 1901 : le peintre autrichien Gustav Klimt peint Judith I[46].
- 1902 : Portrait de Zinaïda Ioussoupova, de Valentin Serov.
- Vers 1902-1903 : Les Odalisques, toile de Jacqueline Marval[44].
- 1903-1909 : le peintre français Claude Monet peint une série de toiles consacrée aux Nymphéas[16].

- 1905 :
  - Portrait de Gorki, de Valentin Serov[47].
  - Le Lion ayant faim, toile du douanier Rousseau.
  - Le Pont de Westminster, toile de Derain[48].
- Octobre 1905-mars 1906 : La Joie de vivre, d'Henri Matisse.
- 1906 :
  - Les Deux Péniches, toile de Derain.
  - Paysage aux arbres rouges, toile de Vlaminck.
- Vers 1906 : Les Cigales, toile de Jacqueline Marval.
- 1907 :
  - Nature morte aux œufs, de Claude Monet.
  - La Charmeuse de serpents, de Henri Rousseau.
- 1907-1908 : Le Grand Nu de Georges Braque.
- 1908 :
  - Les Baigneuses, toile d'André Derain[49].
  - Ambroise Vollard, portrait de Renoir.
  - La Desserte rouge, toile de Matisse.
  - Georges Braque peint Route près de l'Estaque et Les Instruments de musique.
  - Cabildo abierto del 22 de mayo de 1810, du peintre chilien Pedro Subercaseaux[50].
- 1908-1909 : le peintre autrichien Gustav Klimt peint Le baiser.
- 1909 :
  - Compotier sur la table de Fernand Léger[51].
  - La Danse, de Matisse.
  - Adam et Ève, de Suzanne Valadon[43].

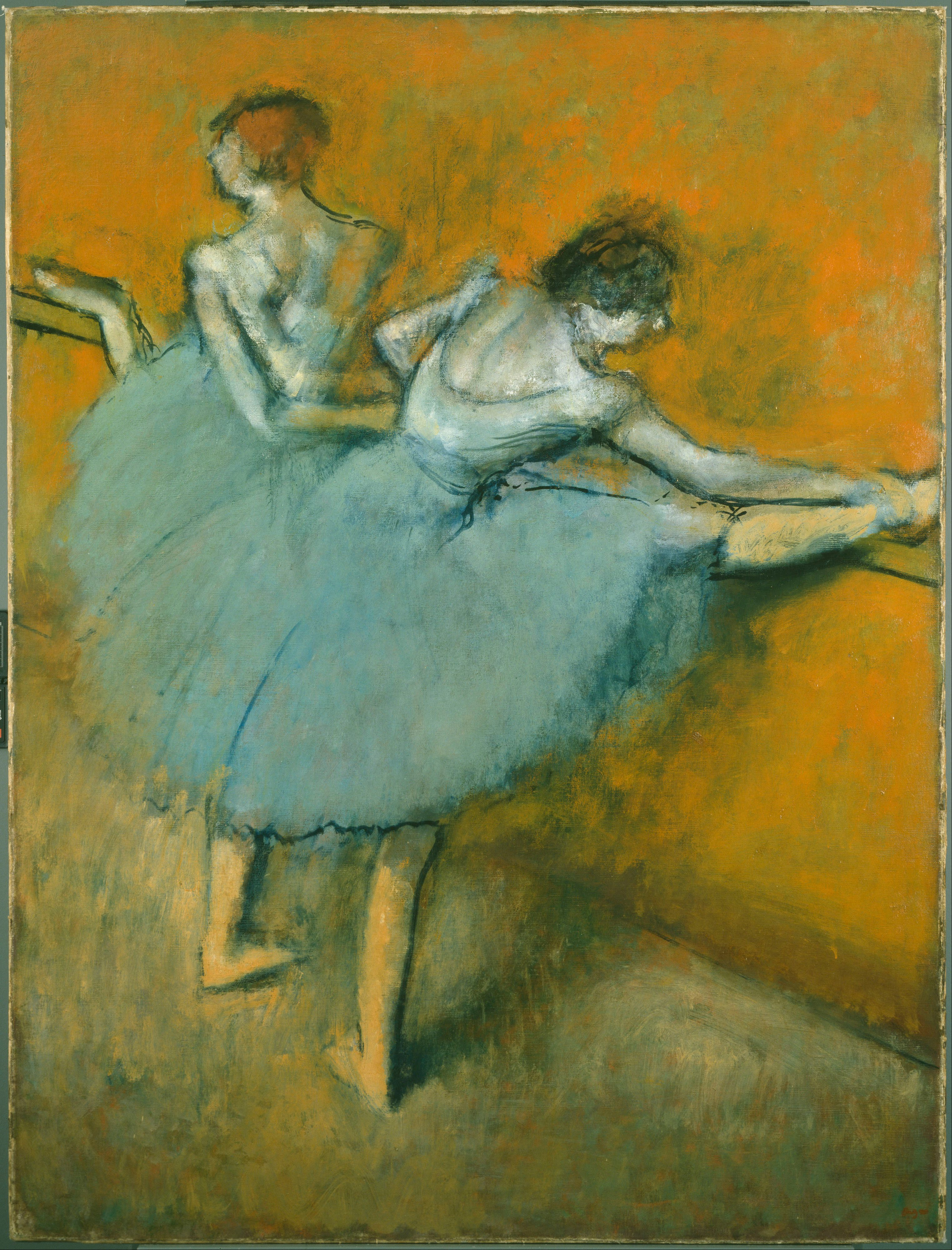
Danseuses à la barre, Degas.
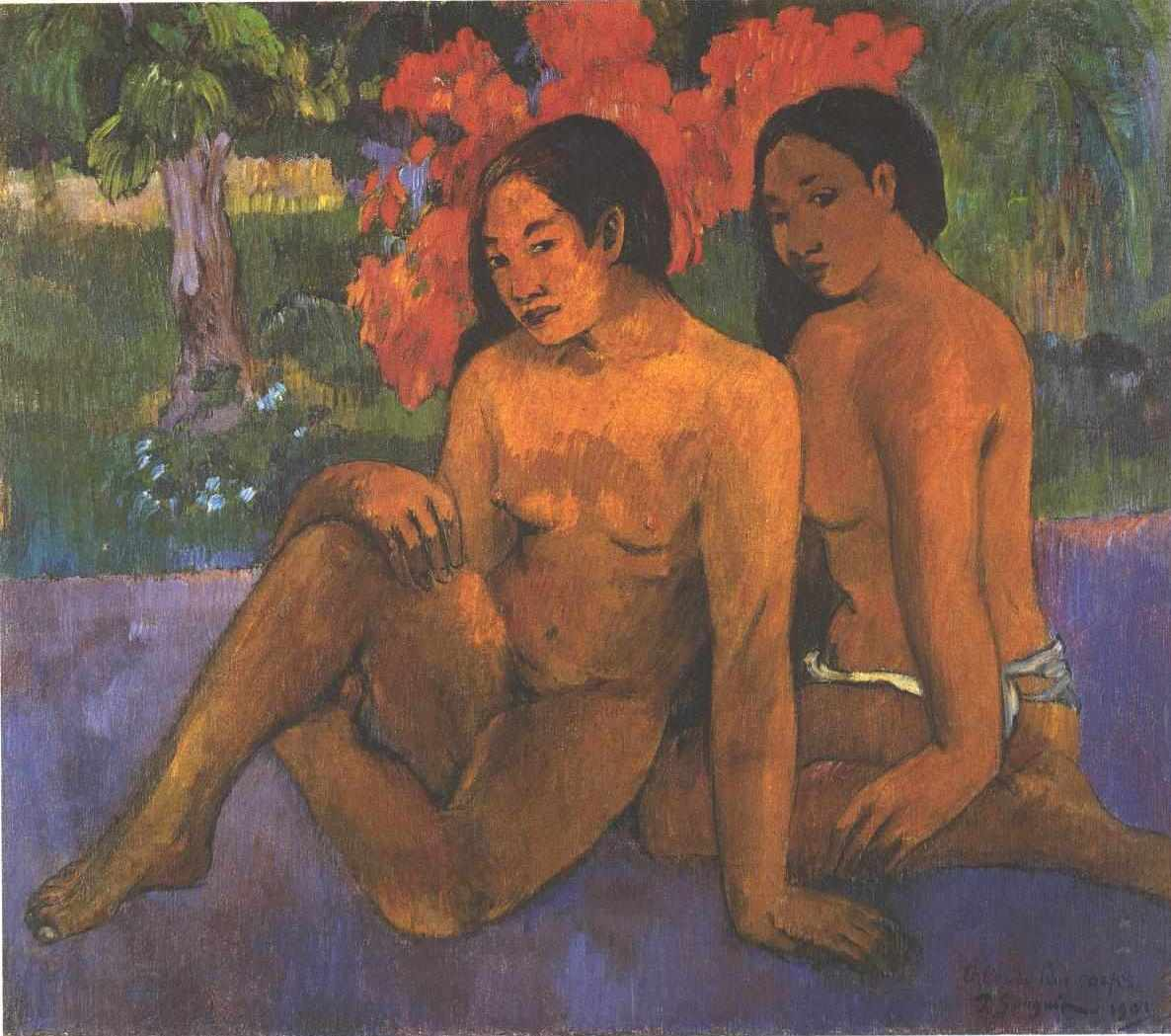
Et l’or de leur corps, Paul Gauguin.
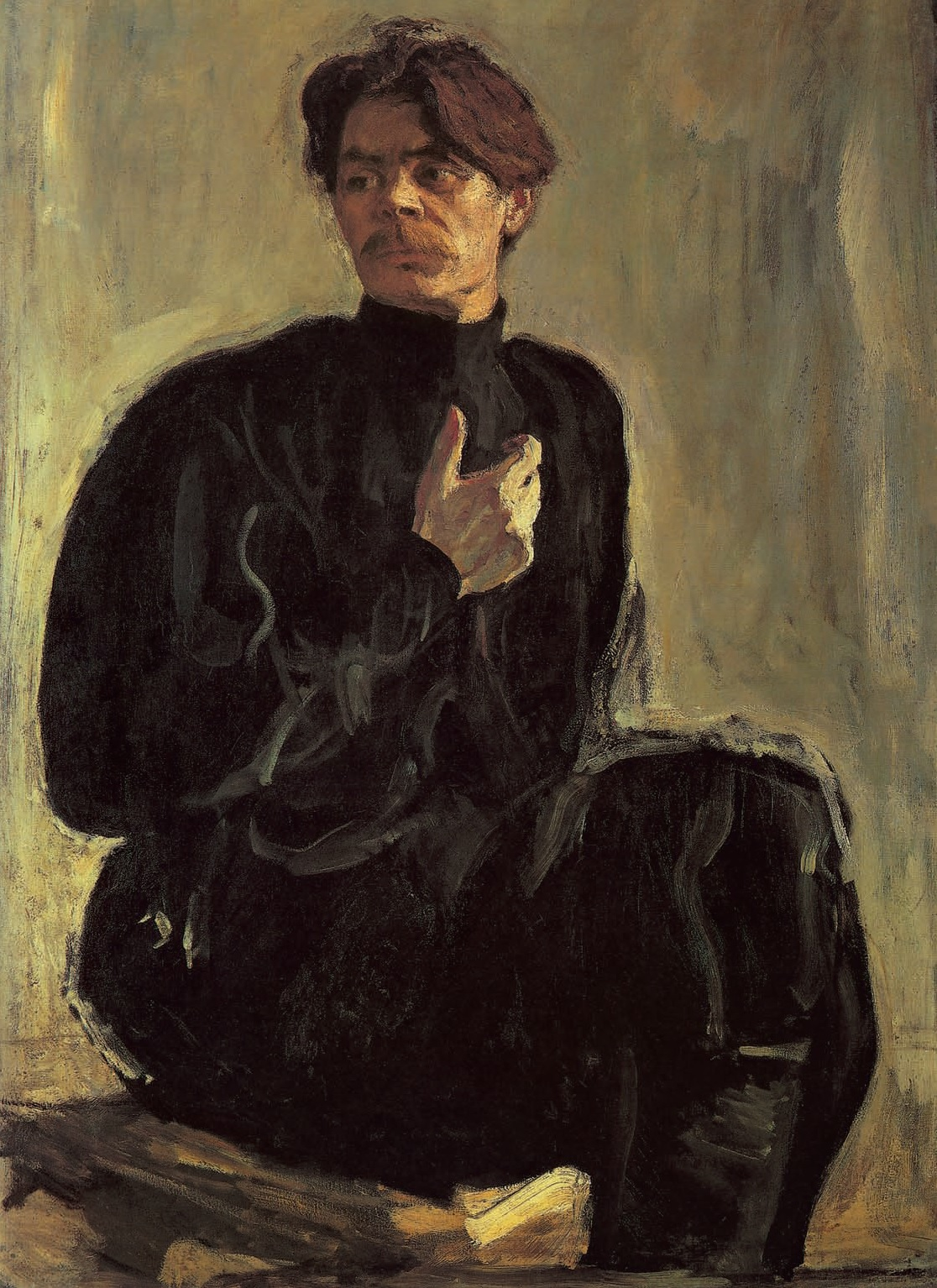
Portrait de Gorki, Valentin Serov.